# Giancarlo Flati
Giancarlo Flati (ur. 11 maja 1953 w L’Aquili) – włoski malarz, badacz i pisarz.

## Życiorys
Flati urodził się w mieście L’Aquila, w regionie Abruzji w środkowych Włoszech. Twórczość artystyczną rozpoczął w 1964 roku. W latach 1967–71 odbył studia artystyczne pod kierunkiem malarza Angiolo Mantovanelli.

## Wystawy
Wśród najważniejszych jego wystaw, zalicza się wystawy zatytułowane: „Sequenze dell'Invisibile” w Rocca dei Rettori w Benewencie, „Intersezioni del Tempo” w Palazzo Venezia w Wenecji, wystawę „Dai Qbits ai nodi del Tempo?” zorganizowaną w 2012 roku przez Włoski Instytut Kultury w Bawarii. Pozostałe wystawy:

- Castello di Roncade[4]
- Biennale Internazionale D'Arte w Palermo 2013[5]
- The Miami Art Expo 2015 USA[6]

Namalował także ponad sto portretów i ilustrował wiele książek.

## Nagrody
- 2005: Nagroda Museum Michetti[8].
- 2016: wygrana w konkursie na okładkę lipiec/sierpień wydanie magazynu Art & Beyond[9].